# 수페르코파 이탈리아나 2015
수페르코파 이탈리아나 2015는 수페르코파 이탈리아나의 28번째 경기이며, 2015년 8월 8일 중화인민공화국 상하이에 소재한 상하이 체육장에서 열렸다. 매년 열리는 축구 경기로서 올해는 세리에 A 2014-15 우승팀이며 코파 이탈리아 2014-15의 우승팀이기도한 유벤투스 FC와 코파 이탈리아 2014-15의 준우승팀인 SS 라치오가 경기를 가졌다. 유벤투스가 7번째 트로피를 들어올렸으며, 이로서 본 대회 최다 우승팀이 됐다.

## 개요
이번 대회는 코파 이탈리아의 준우승팀과 더블을 이룩한 팀이 맞붙는 5번째 대회며, 이 전의 예로는 1995, 2000, 2006, 2010년 대회가 있다.
또한, 이번 대회는 유벤투스와 라치오 간의 3번째 맞대결이며, 이 전에는 1998년에 라치오가 토리노의 델레 알피에서 1-2로 우승했고, 2013년에는 유벤투스가 로마에 위치한 올림피코에서 4-0으로 우승했다.
두 팀은 수페르코파 이탈리아나 경기를 중국 (베이징)에서 2번 가진적이 있다. 라치오는 2009년 경기에서 모리뉴의 인테르를 1-2로 이겼으며, 2012년에는 유벤투스가 마차리의 나폴리를 4-2로 이겼다.

## 경기 정보
| 유벤투스                    | 2 – 0  | 라치오 |
| --------------------------- | ------ | ------ |
| - 만주키치 69′ - 디발라 73′ | 리포트 |        |

| 유벤투스 | 라치오 |

|                       |    |                       |  |     |
|                       |    |                       |  |     |
| GK                    | 1  | 잔루이지 부폰 (c)     |  |     |
| DF                    | 15 | 안드레아 바르찰리     |  |     |
| DF                    | 19 | 레오나르도 보누치     |  |     |
| DF                    | 4  | 마르틴 카세레스       |  |     |
| MF                    | 26 | 슈테판 리히트슈타이너 |  |     |
| MF                    | 27 | 스테파노 스투라로     |  | 90′ |
| MF                    | 8  | 클라우디오 마르키시오 |  |     |
| MF                    | 10 | 폴 포그바             |  |     |
| MF                    | 33 | 파트리스 에브라       |  |     |
| FW                    | 11 | 킹슬레 코망           |  | 61′ |
| FW                    | 17 | 마리오 만주키치       |  | 80′ |
| 교체 명단:            |    |                       |  |     |
| GK                    | 25 | 네투                  |  |     |
| GK                    | 34 | 루비뉴                |  |     |
| DF                    | 2  | 마우리시오 이슬라     |  |     |
| DF                    | 24 | 다니엘레 루가니       |  |     |
| DF                    | 42 | 줄리오 파로디         |  |     |
| MF                    | 20 | 시모네 파도인         |  |     |
| MF                    | 37 | 로베르토 페레이라     |  | 90′ |
| MF                    | 40 | 마티아 비탈레         |  |     |
| MF                    | 43 | 안드레스 테요         |  |     |
| FW                    | 7  | 시모네 차차           |  |     |
| FW                    | 14 | 페르난도 요렌테       |  | 80′ |
| FW                    | 17 | 파울로 디발라         |  | 61′ |
| 감독:                 |    |                       |  |     |
| 마시밀리아노 알레그리 |    |                       |  |     |

|                 |    |                            |  |     |
|                 |    |                            |  |     |
| GK              | 22 | 페데리코 마르케티          |  |     |
| DF              | 8  | 두샨 바스타                |  |     |
| DF              | 3  | 스테판 데 프레이           |  |     |
| DF              | 6  | 산티아고 겐틸레티          |  |     |
| DF              | 26 | 슈테판 라두                |  |     |
| MF              | 32 | 다닐로 카탈디              |  | 75′ |
| MF              | 20 | 루카스 비글리아 (c)        |  |     |
| MF              | 23 | 오게니 오나지              |  |     |
| FW              | 87 | 안토니오 칸드레바          |  |     |
| FW              | 9  | 미로슬라프 클로제          |  | 61′ |
| FW              | 10 | 펠리피 안데르송            |  | 87′ |
| 교체 명단:      |    |                            |  |     |
| GK              | 55 | 구이도 게리에리            |  |     |
| GK              | 99 | 에트리트 베리샤            |  |     |
| DF              | 2  | 베슬리 후트                |  |     |
| DF              | 4  | 파트리크                   |  |     |
| DF              | 29 | 압둘라이 콩코              |  |     |
| DF              | 33 | 마우리시우                 |  |     |
| MF              | 7  | 라벨 모리슨                |  | 87′ |
| MF              | 21 | 세르게이 밀린코비치-사비치 |  |     |
| MF              | 70 | 크리스 이코노미디스        |  |     |
| FW              | 9  | 필리프 조르제비치          |  | 61′ |
| FW              | 14 | 케이타 발데                |  |     |
| FW              | 88 | 리카르도 키스나            |  | 75′ |
| 감독:           |    |                            |  |     |
| 스테파노 피올리 |    |                            |  |     |

## 같이 보기
- 세리에 A 2014-15
- 코파 이탈리아 2014-15